# June Lockhart
June Lockhart (født 25. juni 1925 i New York i USA) er en amerikansk skuespillerinde. Hun er kendt for sin rolle som Ruth Martin i tv-serien Lassie.